# Matthias von Inden

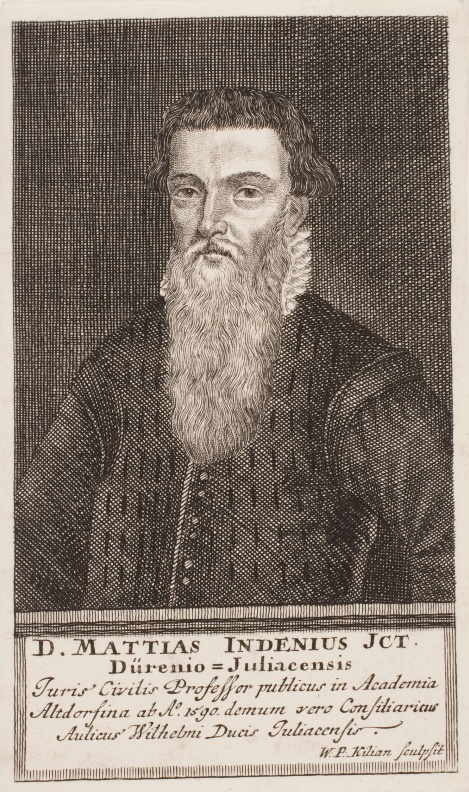
Matthias von Inden; Kupferstich von Wolfgang Philipp Kilian, 1721 (nach älterer Vorlage)

Matthias Adolph von Inden (Mathis Indenius; * um 1565 in Düren; † 1626 oder 1627 in Jülich) war Professor für Rechtswissenschaften und Rektor der Akademie Altdorf, jülich-bergischer Rat und Bürgermeister von Jülich.

## Leben
Matthias von Inden war ein Sohn des Schöffen und Bürgermeisters (1571) von Düren Thomas von Inden (* um 1530; † 1608) und seiner Frau Cordula Harper (= Codonaeus). Der Aachener Bürgermeister Peter III. von Inden (1458–1539), 1512 Teilnehmer am Reichstag zu Trier und Köln, war sein Urgroßvater. Die adelige Patrizier-Familie nannte sich nach dem zwischen Düren und Jülich gelegenen Hof Inden.

### Studium und Hochschullehrer in Altdorf
„Matthias ab Inden, Marcoduranus“ immatrikulierte sich im Spätsommer 1585 unter dem Rektorat von Edo Hildericus an der Akademie der Reichsstadt Nürnberg in Altdorf. 1586 wurde er Lizenziat der Rechtswissenschaften. Es sind zwei Reihen von Disputations-Thesen erhalten, die er 1586 und 1588 unter dem Vorsitz von Obertus Giphanius verteidigte.
Im Mai 1588 wurde er auf Vorschlag von Giphanius zum außerordentlichen Professor der Rechtswissenschaften berufen und hielt Vorlesungen in Altdorf. In den „Hundstags-Ferien“ (ferias caniculares) 1589 immatrikulierte sich „Mathias Indenius Marcoduranus“ mit Genehmigung der Scholarchen der Altdorfer Akademie an der Universität Basel, um den Doktorgrad zu erwerben, der von der Semi-Universitas Altdorf nicht verliehen werden konnte. Am 7. August 1589 verteidigte er in Basel Thesen über die Rückgängigmachung des Verkaufs (de rescindenda venditione). Der Basler Professor für Rechtswissenschaften Johannes Gut (1555–1629) aus Ötlingen lud zum 21. August 1589 ein zur gemeinsamen Doktor-Promotion von Matthias Indenius aus Düren, Johann Georg Flosculus (Blumlin) (1565–1609) aus Worms und Johann Robert Tuschelin (1564–1628) aus Zweibrücken. Am 16. November 1589 bestätigten die Scholarchen Matthias’ von Inden Berufung auf eine ordentliche Altdorfer Professur.
Als Professor der Institutionen leitete Indenius 1590 Disputationen von Johann Rudolph Wickh († 1635) aus Ulm, Heinrich Reiser (1566–1629) aus Lübeck (4. Mai), Cosmas Vakius († 1619) aus Flensburg (30. Mai) und Jakob Killinger (1571–1646) aus Dinkelsbühl (28. Juni). Als einer der ersten Rechtsprofessoren in Deutschland las er über Handelsrecht, Seehandelsrecht und Merkantilwesen. Am 29. Juni 1590 wurde Matthias Indenius in der Sakristei der Stadtkirche St. Laurentius als Nachfolger von Edo Hildericus zum Rektor für das Studienjahr 1590/91 gewählt. Er war jedoch unzufrieden mit seiner Besoldung (salarium), von der er in den beiden letzten Jahren nicht habe leben können, und kehrte von einem Urlaub in seiner Heimat, den er kurz danach antrat, nicht nach Altdorf zurück. Die längste Zeit seines Rektorats vertrat ihn entsprechend den Akademie-Statuten der Prorektor Hildericus.

### Jülich-bergischer Rat in Jülich
Am 26. Juli 1590 schrieb Matthias von Inden aus Düren einen Brief an seine Kollegen in Altdorf, in dem er seine überstürzte Abreise rechtfertigte, die nicht seinem, sondern dem Wunsch der Eltern und Verwandten entspreche, und seinen Rücktritt erklärte. Er trat in den Dienst Herzogs Wilhelm V. von Jülich-Kleve-Berg (1516–1592). Vom  6. August 1590 datiert seine Eheberedung mit Katharina von der Kuylen (Kaulen).
Matthias von Inden wurde jülich-bergischer Hofrat am Haupt- und Kriminalgericht Jülich und amtierte 1599–1601 als Bürgermeister von Jülich. Viele Jahre war er Deputierter der Stadt Jülich auf den Landtagen des Herzogtums. Obwohl er auf protestantischen Universitäten studiert hatte, wandte er sich – der konfessionellen Entwicklung in Jülich-Kleve-Berg folgend – „Catholischem Brauch“ zu. Er amtierte als Syndikus der Kartause Vogelsang bei Jülich.
Auf dem jülich-bergischen Landtag im September 1608 beschwerten sich die beiden ritterschaftlichen Kurien und die bergischen Städte über die rechtswidrige Zusammensetzung des Hauptgerichts Jülich. Alle dort bestellten Räte seien miteinander verwandt, versippt und verschwägert. Matthias von Inden war ein Schwager des jülich-bergischen Vizekanzlers Bernhard zum Putz (Pütz) († 1626/28). Die erste Schwiegermutter des Rates Petrus Simonius genannt Ritz (1562–1622), eine geborene Katharina Harper (= Codonaeus) aus Düren, war seine Großtante. Auch von Indens Frau Katharina von der Kaulen war mit Simonius verwandt. Der Bürgermeister von Jülich Adam Codonaeus (1569–1636) war ein Bruder ihres verstorbenen ersten Ehemanns Heinrich Codonaeus († 1588). Adam Codonaeus führte zum Beleg seiner angeblichen Überparteilichkeit an, dass er vor der fürstlichen Kanzlei gerade einen Rechtsstreit gegen Matthias von Inden führe.
Der Jura-Student Hermann Tehdering (* um 1599; † 1658) aus Danzig erwähnte den ehemaligen Altdorfer Professor Indenius 1618 in einem Brief an Nicolaus Rittershausen (1597–1670), einen Sohn des Konrad Rittershausen, und erbat sich eventuell vorhandene Dubletten seiner Veröffentlichungen.

## Familie
Matthias von Inden heiratete 1590 Katharina von der Kaulen (Kuillen) († nach 1608), die Witwe des Jülicher Generalanwalts Heinrich Codonaeus († 1588), Tochter von Paul von der Kuylen, Keller zu Kaster, und Sybilla von Hösen (Huesen). Der Sohn Johann von Inden (1593–1676), Referendarius, pfalz-neuburgischer Rat und Vogt zu Randerath, war Bürgermeister und Schöffe des Hauptgerichts zu Jülich. Er heiratete 1619 Elisabeth Furdt genannt Brewer, Tochter von Wilhelm Furdt genannt Brewer († 1623) aus Jülich und Anna Borcken († 1637), und erhielt von seinem Vater als Hochzeitsgabe den Daler Hoff in Gerderhahn (Gierderadter Haen). Ihre Kinder (Enkel des Matthias von Inden) waren:
1. Johann von Inden († 1655), ⚭ Anna Sibylla vom Putz (sie ⚭ II. nach 1662 Bernhard Diederich Proff († 1687), Vogt zu Geilenkirchen und Jülich),
2. Anna Catherine von Inden († 1683), ⚭ I. 1646 Johann Albert von Schrick (1611–1646), Schöffe zu Aachen und Burtscheid, ⚭ II. 1651 Adam von Wiedenfeld († 1668), gräflich schwarzenbergischer Oberamtmann zu Neustadt und Gimborn. Der Aachener Bürgermeister (1695/96 und 1697/98) Johann Albrecht Schrick (1646–1702) war ihr Sohn aus erster Ehe.

In zweiter Ehe heiratete Matthias von Inden Agnes Scheiffart von Merode († um 1641), eine natürliche Tochter des Johann IX. Scheiffarts von Merode († 1590) zu Hemmersbach und Limbricht. Beider Sohn war der Kölner Ratsherr Lic. Mathias von Inden († 1673), verheiratet mit Anna Honthum (Hontheimbs) († nach 1677), 1646 unter den Wohltätern des Jesuiten-Gymnasiums Jülich genannt.
Matthias’ von Inden Bruder Wilhelm von Inden heiratete Cordula Vorst (Forst). Der Bruder Werner I. von Inden (* um 1567; † 1644) heiratete I. Margarethe von Nörvenich, II. 1597 Anna Forst, III. 1639 Clara Stürz († 1679); er war Bürgermeister von Düren (1609, 1628). Die Schwester Cordula von Inden (* um 1560; † 1618) heiratete I. 1590 Hermann Trostorff, Bürgermeister von Düren (1585), und II. 1593 Johann zum Pütz (1571–1646), pfalz-neuburgischer Rat, Bürgermeister von Düren (1606, 1617), 1636 Reichsadel, Sohn des Dürener Rates und Bürgermeisters (1575, 1583, 1610) Siger (Sigismund) zum Pütz und der Sophie Lautenboich. Die Schwester Agnes von Inden (* um 1565; † 1646) war seit 1586 mit dem Bürgermeister (1604) und Schöffen der Stadt Düren Niklas Lehm († um 1617/18), verheiratet.
Neffen Matthias’ von Inden – Söhne Werners von Inden – waren Werner II. von Inden (* um 1610; † 1661), Bürgermeister von Düren (1647, 1653), Pater Adam von Inden (1613–1666), Professor der Grammatik und Superior der Jülicher Jesuiten-Niederlassung, 1658 Rektor des Jesuitenkollegs zu Koblenz, und wahrscheinlich Thomas Inden (* um 1597; † 1630), von 1622 bis nach 1625 Prior der Abtei Maria Laach.

## Wappen

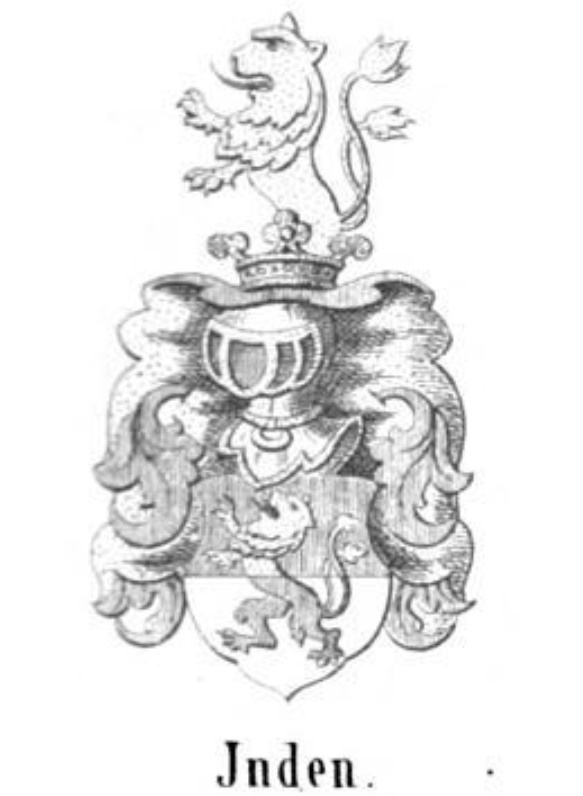
Wappen der Familie Inden

Blasonierung: Von Rot und Silber quergeteilter Schild, darin ein von Gold und Rot geteilter Löwe. Auf dem Helm ein wachsender Löwe. Helmdecken rot und silbern.

## Werke
- Hubert Giphanius, Matthias Indenius: Commentarivs, De Divisionibvs Ivris Novis Interpretvm Qvorundam, maxime Glossographorum, in Theses aliquot coniectis. Eas Praeside Auctore, Matthias Indenivs Marcoduranvs, Iuuenis eruditus Disputando tuebitur, in Acroasi Iuriconsultorum, X. Octobr. Nikolaus Cnorr, Altdorf 1587 (Digitalisat der Bayerischen Staatsbibliothek München), (Google-Books)
  - Hubert Giphanius: Commentarius De Divisionibus Juris Novis Interpretum Quorundam, Maxime Glossographorum, In Theses Aliquot Coniectis Et in Academia Altorphina Anno M. D. LXXXVI, 10. Octobr. Disputationi publicae subjectis. 2. Aufl. Balthasar Scherff, Altdorf 1641 (Digitalisat der Bayerischen Staatsbibliothek München)
- Hubert Giphanius, Matthias Indenius: Theses de statu et iure personarum.[44] Svmptae Ex Tit. Instit. de Iure pers. & seqq. Et Tit. D. de Statu hom. & seqq. … Matthias Indenivs Dispvtando tuebitur, die VII. Decemb. Anno MDXIIC. Christoph Lochner und Johann Hofmann, Altdorf 1588 (Digitalisat der Bayerischen Staatsbibliothek München)
- Matthias Indenius Marcoduranus: Theses ex l. 2. Rem maioris. C. de Rescind. vendit.[45] Oporinus, Basel 1589 (Digitalisat der Universitätsbibliothek Basel)
- Matthias Indenius, Joannes Rhodolphus Wick: Theses de emphyteusi.[46] Sumptae ex Tit. D. si ager vectigalis, ex C. de iure Emphyt. Christoph Lochner und Johann Hofmann, Altdorf 1590
- Matthias Indenius, Heinrich Raiser: Theses de actione hypothecaria.[47] Christoph Lochner, Altdorf 1590 (Google-Books)
- Matthias Indenius, Jacob Kyllinger: De mutuo[48] conclusiones. 1590
- Matthias Indenius, Cosmas Vakius: Theses de Usufructu, usu, et habilitatione[49] … Ex Lib. VII. D. et Tit. XXXII. C. et Tit. IV. Instit. desumptae. Christoph Lochner und Johann Hofmann, Altdorf 1590
- (verschollen) Matthias Indenius: Diss. de servitutibus praediorum.[50] Altdorf 1590[51]
- (verschollen) Matthias Indenius: De iuribus mercatorum, nec non exertitorum, item de iure emporii sive grenarii ac de lege Rhodia de iactu.[52] Nürnberg 1590[15]